# Arcuphantes elephantis
Arcuphantes elephantis là một loài nhện trong họ Linyphiidae.
Loài này thuộc chi Arcuphantes. Arcuphantes elephantis được Hirotsugu Ono & Kendo Saito miêu tả năm 2001.